# Jirka Mucha (hudebník)
Jirka Mucha (* 3. června 1977, Plzeň) je český multiinstrumentalista, skladatel, zpěvák. Znám především pro svou spolupráci s indickými hudebníky, filmové hudbě a také pro své výrazně melodické písně založené na vícehlasých vokálech.

## Život - hudba
Je znám pro svou spolupráci s významnými indickými hudebníky jako je bollywoodský zpěvák Raman Mahadevan, Runa Rizvi a Anagha Dhomse. Jeho hudba je kombinací mnoha žánrů, ve kterých se protíná rock, pop, jazz, psychedelická hudba a world music. To vše s důrazem na polyfonní vokály a výraznou melodiku.
Jirka Mucha složil hudbu k dokumentárnímu filmu The Lost Village. Je spoluautorem a producentem písně Saathiya k indickému filmu Myoho. V České republice vystupoval se svojí partnerkou Janou Balejovou. Jako duet spolu získali první místo na folkové soutěži Notování a také se zúčastnili plzeňského kola Porty, kde vyhráli interpretační a autorskou soutěž. Byl také hostem, jako jediný evropský hudebník, na druhém ročníku největšího indického hudebního festivalu "Storm Festival" v indickém státě Karnátaka. Jirka Mucha se rovněž věnuje studiové práci jako zvukový mistr a producent.
V roce 2012 natočil své debutové album Jinou cestou, které je směsicí skladeb a písní, demo nahrávek z různých období. V roce 2020 vydal nové album s názvem Partner In Time, na kterým se mimo jiné podílel i známý americký rockový zpěvák Steve Conte či indická zpěvačka Anagha Dhomse.

## Filozofie
Indie ovlivnila Jirku Muchu nejen svou hudbou, ale i filozofií a životním postojem, jež se promítá do jeho hudby i textů. Je rovněž zastáncem svobodného vzdělávání a otevřeným zastáncem psychedelických látek, což jsou témata, kterým se živě věnuje na svém blogu. Je striktní vegetarián a abstinent.

## Spolupráce s Ramanem Mahadevanem
V roce 2017, po devíti letech spolurpáce, vydává Mucha spolu s Ramanem Mahadevanem dva singly a videoklipy, určené pro indické publikum. První píseň zpívaná v sanskritu se jmenuje Chintamani a druhá v hindštině nese název Tu. V Indii vystupují pod názvem Raman & Jirka.